# Pedinotus fasciatus
Pedinotus fasciatus is een insect dat behoort tot de orde vliesvleugeligen (Hymenoptera) en de familie van de schildwespen (Braconidae). De wetenschappelijke naam van de soort werd voor het eerst geldig gepubliceerd door Castro, Nunes & Penteado-Dias in 2010.